# ان‌جی‌سی ۲۲۶
ان‌جی‌سی ۲۲۶ (انگلیسی: NGC 226) نام یک کهکشان مارپیچی در صورت فلکی آندرومدا است.